# Ligotka (Namysłów)
Ligotka (deutsch Ellguth) ist eine Ortschaft in Niederschlesien. Der Ort liegt in der Gmina Namysłów im Powiat Namysłowski in der Woiwodschaft Oppeln in Polen.

## Geographie

### Geographische Lage
Das Straßendorf Ligotka liegt ein Kilometer westlich der Gemeinde- und Kreisstadt Namysłów (Namslau) sowie 60 Kilometer nordwestlich der Woiwodschaftshauptstadt Opole (Oppeln). Der Ort liegt in der Nizina Śląska (Schlesische Tiefebene) innerhalb der Równina Oleśnicka (Oelser Ebene). Das Dorf am linken Ufer der Widawa, ein rechter Zufluss der Oder. Südlich des Dorfes liegt der Namslauer Stadtwald.

### Nachbarorte
Nachbarorte von Ligotka sind im Osten der Gemeindesitz Namysłów (Namslau), im Westen Dębnik (Damnig) und im Norden Wilków (Wilkau).

## Geschichte

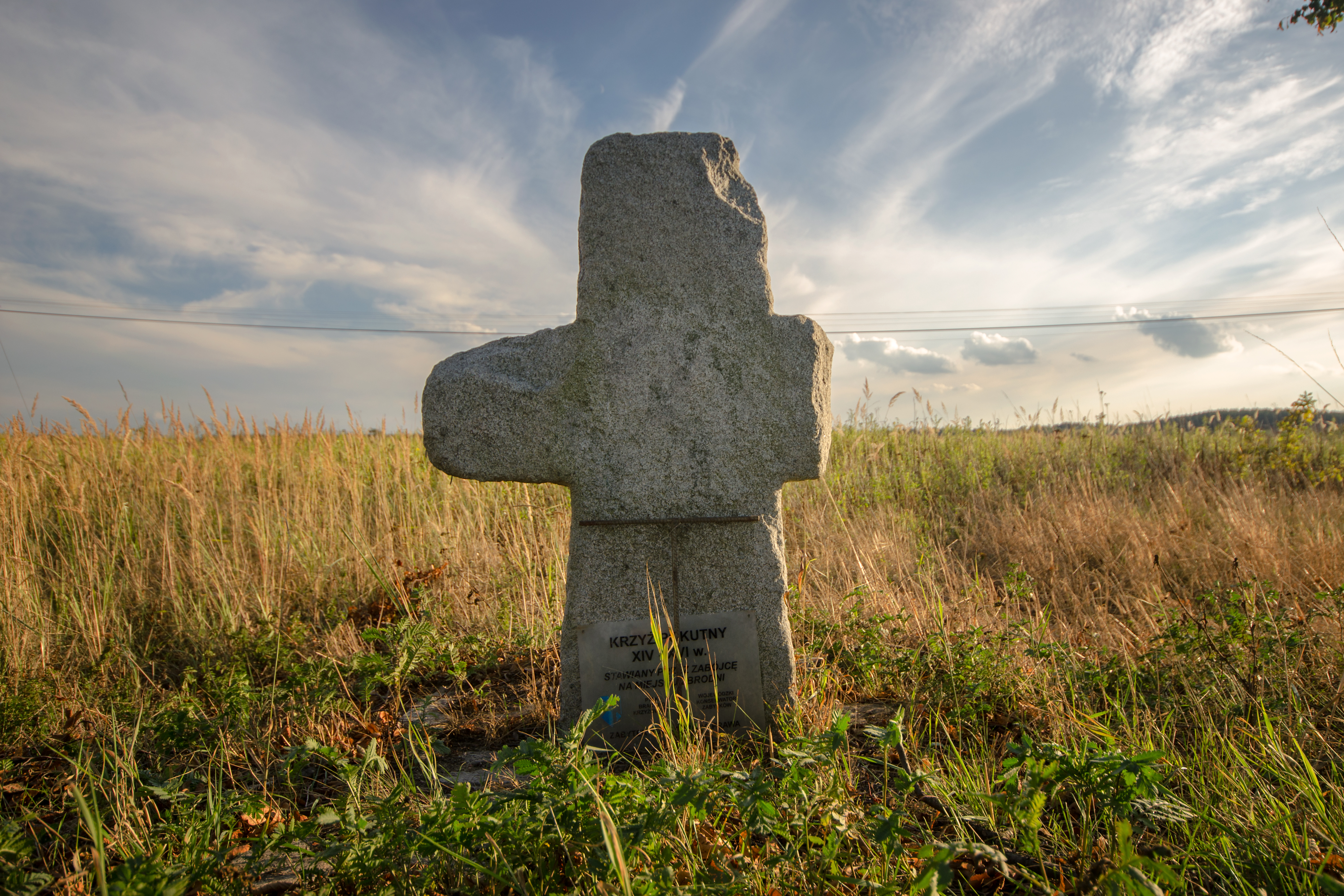
Sühnekreuz

Der Ort wurde 1353 erstmals erwähnt. 1353 wurde der Ort als Rychwindorff erwähnt.
Nach dem Ersten Schlesischen Krieg 1742 fiel Ellguth mit dem größten Teil Schlesiens an Preußen.
Nach der Neuorganisation der Provinz Schlesien gehörte die Landgemeinde Ellguth ab 1816 zum Landkreis Namslau im Regierungsbezirk Breslau. 1845 bestanden im Dorf ein Vorwerk und eine evangelische Schule und 30 Häuser. Im gleichen Jahr lebten in Ellguth 240 Menschen, davon 15 katholisch. Eingepfarrt waren die Bewohner nach Namslau. 1874 wurde der Amtsbezirk Wilkau gegründet, welcher die Landgemeinden Damnig, Ellguth, Nieder Wilkau und Ober Wilkau und die Gutsbezirke Damnig, Nieder Wilkau und Ober Wilkau und Hospital-Weidegrundstücke von Namslau umfasste.
1933 zählte Ellguth 219, 1939 wiederum 226 Einwohner. Bis 1945 gehörte der Ort zum Landkreis Namslau.
1945 kam der bisher deutsche Ort unter polnische Verwaltung, wurde in Ligotka umbenannt und der Woiwodschaft Schlesien angeschlossen. 1950 wurde Ligotka der Woiwodschaft Oppeln zugeteilt. 1999 wurde es Teil des wiedergegründeten Powiat Namysłowski. 

## Sehenswürdigkeiten
- Sühnekreuz
- Hölzernes Wegekreuz